# Куассо-аль-Монте
Куассо-аль-Монте (італ. Cuasso al Monte) — муніципалітет в Італії, у регіоні Ломбардія, провінція Варезе.
Куассо-аль-Монте розташоване на відстані близько 530 км на північний захід від Рима, 55 км на північний захід від Мілана, 7 км на північний схід від Варезе.
Населення — 3644 особи (2014).
Щорічний фестиваль відбувається 7 грудня. Покровитель — Sant'Ambrogio.

## Демографія
Населення за роками:

Станом на 1 січня 2023 року в муніципалітеті офіційно проживало 160 іноземців з 31 країни, серед них 55 громадян країн Євросоюзу та 15 громадян України.

## Сусідні муніципалітети
- Арчизате
- Безано
- Бізускьо
- Брузімп'яно
- Кульяте-Фаб'яско
- Маркіроло
- Марціо
- Порто-Черезіо
- Вальганна